# Olaf Göttgens
Olaf Göttgens (* 29. Dezember 1965 in Offenburg; † 10. Juni 2011 in Bonn) war ein deutscher Manager.
Olaf Göttgens studierte nach dem Abitur von 1987 bis 1992 dort Betriebswirtschaftslehre mit den Schwerpunkten Marketing und Handel darüber hinaus Wirtschaftsinformatik an der Universität Saarbrücken, wo er mit summa cum laude promoviert wurde. Seine Dissertation Kritische Erfolgsfaktoren in stagnierenden und schrumpfenden Märkten erschien im Gabler Verlag. 
Göttgens’ Karriere begann bei der Deutschen Gesellschaft für Mittelstandsberatung in München. 1994 wechselte er zur US-amerikanischen Unternehmensberatung Andersen Consulting. 1999 folgte der Einstieg bei der „BBDO Group Germany“ in Düsseldorf, wo Göttgens die Management-Beratung „BBDO Consulting“ gründete. Zum 1. Januar 2000 wurde Göttgens Mitgesellschafter und Geschäftsführer des Werbekonzerns. Am 1. April 2004 wurde Göttgens als Chief Executive Officer (CEO) berufen; als solcher war er gesamtverantwortlich für „BBDO Germany“. Darüber hinaus wurde er CEO für das internationale Geschäft von „BBDO Consulting“.
Ende 2005 wechselte Göttgens als Markenchef (Vice President Brand Communication Mercedes Benz Car) zur DaimlerChrysler AG. Einige seiner Entscheidungen, etwa den dreidimensionalen Stern des Stuttgarter Autobauers zweidimensional zu gestalten, riefen Kritik hervor; Kurt Weidemann etwa sagte laut Stuttgarter Zeitung, Mercedes habe da einen „fulminanten Mist“ produziert.
Zum 1. November 2008 wechselte Göttgens als Vorsitzender der Konzernleitung (CEO) zur Rodenstock-Gruppe. Nach Konflikten mit dem Rodenstock-Eigentümer Bridgepoint musste Göttgens das Unternehmen im Oktober 2010 verlassen; offenbar hatte er laut Informationen des Handelsblattes „den Einstieg des Finanzinvestors Trilantic angebahnt oder zumindest vorangetrieben“.
Göttgens wurde am 10. Juni 2011 tot in einem Hotelzimmer aufgefunden.